# Carolin Aehling
Carolin Aehling (* 12. Juni 1989) ist eine deutsche Leichtathletin.

## Karriere
Bei den Deutschen Meisterschaften 2011 wurde sie Siebte über 5000 m für die LG Coesfeld. 2012 wurde sie Siebte im Crosslauf. Ab 2013 trat sie für die LG Telis Finanz Regensburg an. Bei den Deutschen Meisterschaften in diesem Jahr wurde sie Sechste über 10.000 m, Vierte im 10-km-Straßenlauf (Sieger der Mannschaftswertung), Vizemeisterin im Halbmarathon (Sieger der Mannschaftswertung) und Sieger der Crosslauf-Mannschaftswertung. Bei den Deutschen Hallenmeisterschaften 2013 wurde sie Dritte über 3000 m.
Bei den Deutschen Meisterschaften 2016 wurde sie Sechste über 10.000 m (Vierte der Mannschaftswertung), Siegerin der Halbmarathon-Mannschaftswertung und Dritte der Crosslauf-Mannschaftswertung.